# Багрина звичайна
Багрина звичайна, лаконос американський (Phytolacca americana L.) — вид квіткових рослин родини Phytolaccaceae. Етимологія: грец. φυτόν — «рослина», лат. lacca — «червоний барвник».

## Опис
Багаторічна рослина заввишки 1–2(до 3) м. Сильне й борознисте стебло росте прямо, розгалужене, пурпурове, основа може стати дещо деревною. Супротивно розташоване листя розділене на черешок і листову пластину. Листова пластина яйцювато-ланцетна, матово-зеленого кольору. Має літні білі квітки й осінні чорно-фіолетові ягоди до 1,2 см в діаметрі. Насіння 3 × 2,4–2,5 мм, лінзоподібно-ниркоподібні, чорне і гладке.

## Середовище проживання
Батьківщина: Канада — Онтаріо, Квебек; Сполучені Штати. Широко натуралізований та культивований вид, у тому числі в Середземномор'ї. Це теплолюбна, дещо витривала, в іншому невибаглива рослина, яке процвітає на прямому сонці й у півтіні.

## Використання
Вирощують як декоративну рослину, в основному через привабливі ягоди. Ягоди можуть бути оброблені для отримання барвника. Молоді пагони можна готувати й вживати в їжу; кажуть що вони смачні як спаржа. Всі частини рослини отруйні, з віком отруйність зростає.

## Галерея

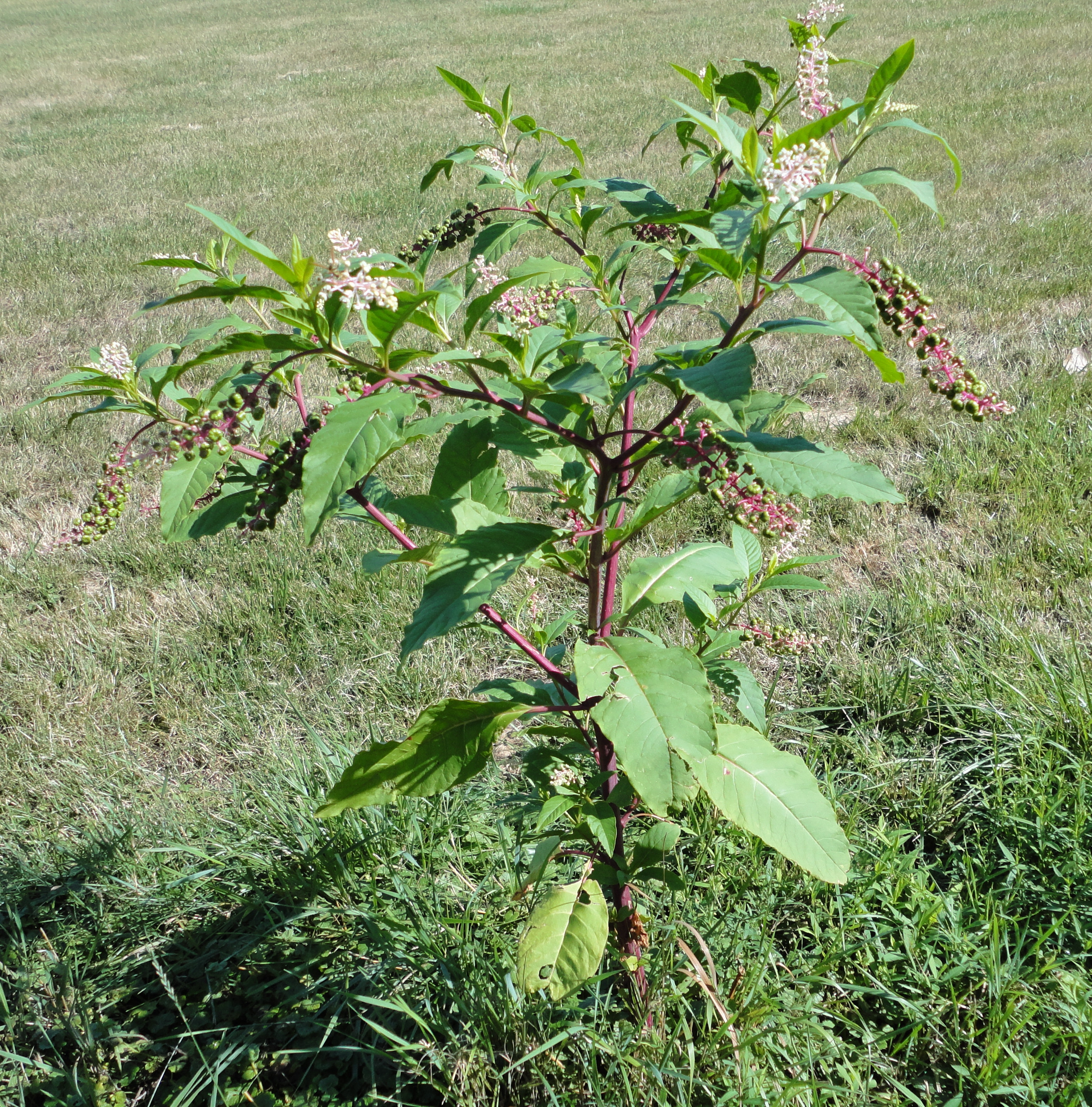
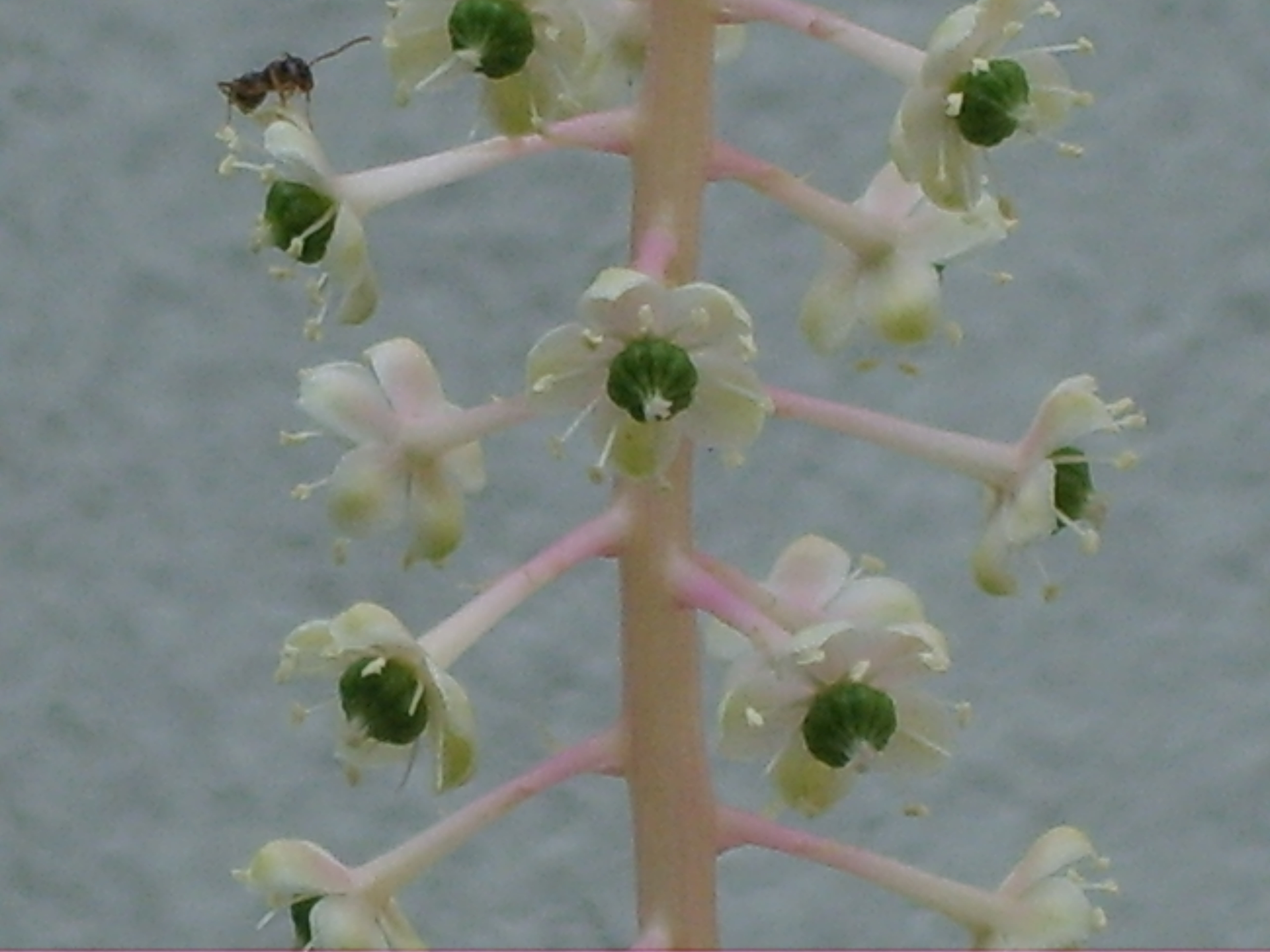
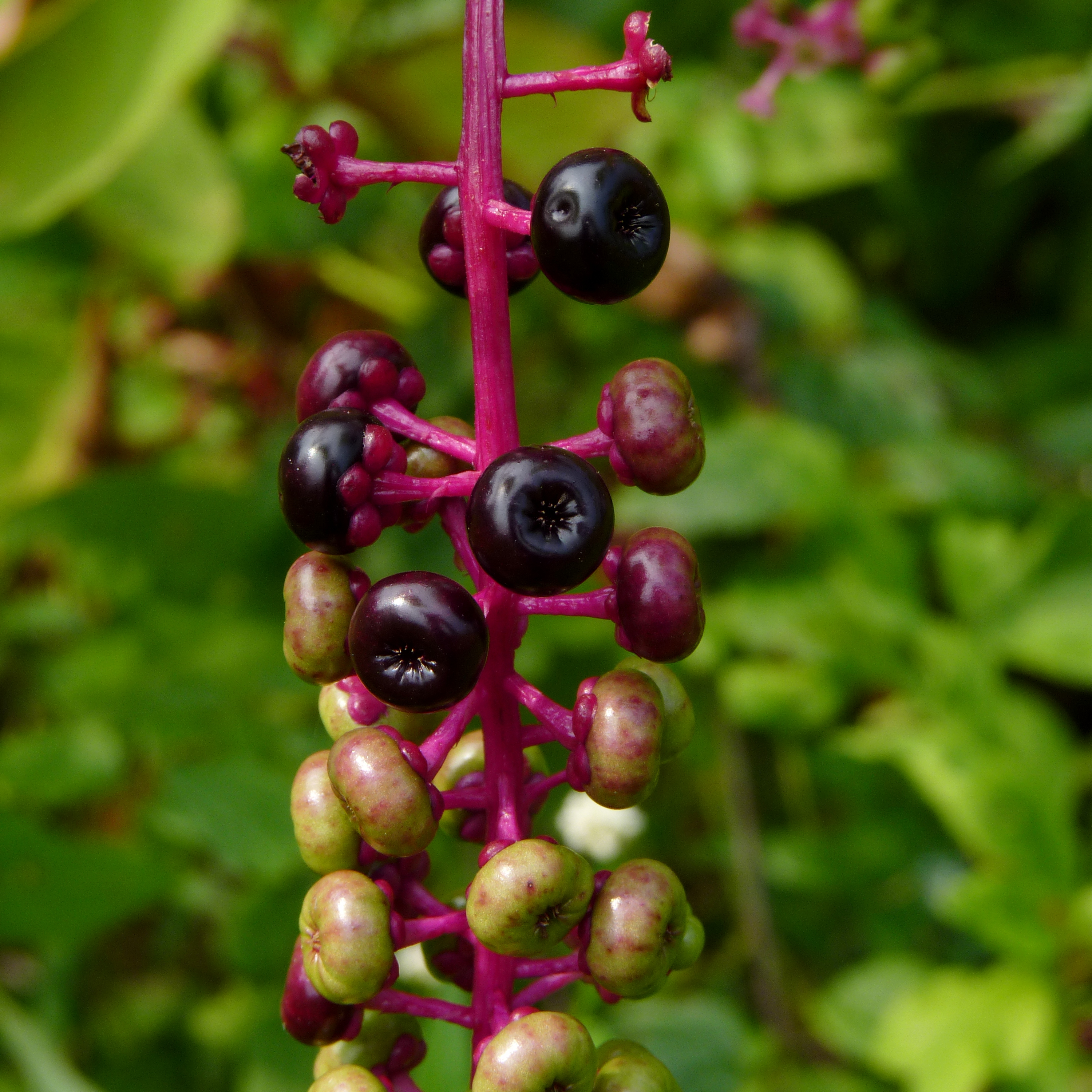
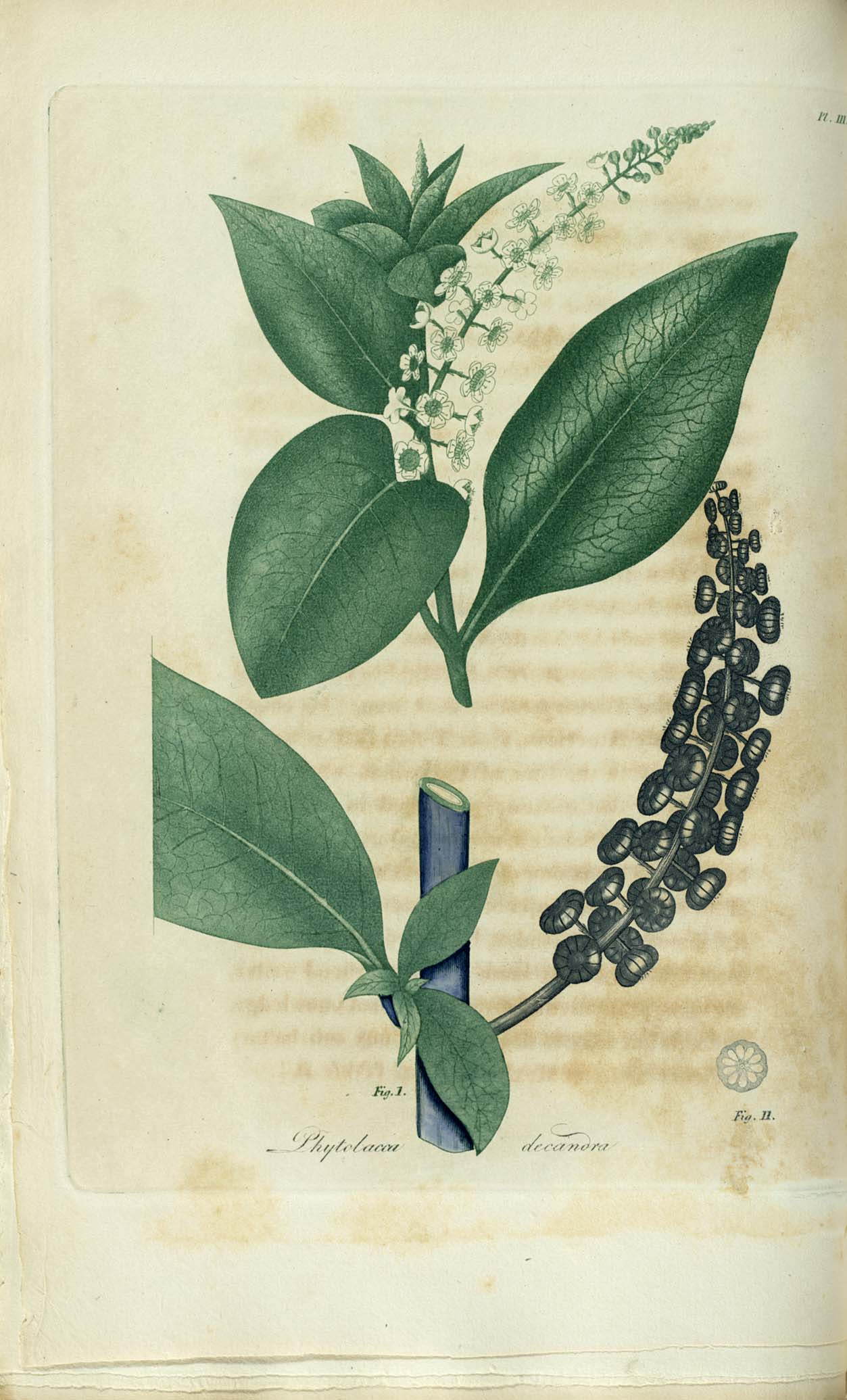